# Eumastigonus kaorinus
Eumastigonus kaorinus är en mångfotingart som beskrevs av Chamberlin 1920. Eumastigonus kaorinus ingår i släktet Eumastigonus och familjen Cambalidae. Inga underarter finns listade i Catalogue of Life.